# 鉄道王
『鉄道王』（てつどうおう）は、デービーソフトから1987年12月12日に発売されたファミリーコンピュータ用のテレビゲームで、ジャンルはボードゲームである。後にアトラスより『鉄道王'96 いくぜ億万長者!!』及び『鉄道王2 世界征服の野望』がPlayStation用として発売された。dB-SOFTから事実上事業を引き継いだネットファーム・コミュニケーションズからは携帯電話のJavaアプリケーション『鉄道王neo』『鉄道王neo900』がリリースされている。

## ゲーム内容
よくあるボードゲームの王道パターンに近い操作方法で、ルーレットの目にしたがって目的地に進み、到着するとお金を渡され試算力を競うというシステムで、後に出た桃太郎電鉄シリーズもよく似た形態をとっている。しかし、桃太郎電鉄が物件・不動産の買収メインなのに対し、こちらは「鉄道王」と言う名のとおり鉄道買収がメインである。
また、通過した鉄道を買うというモノポリーのような要素を取り入れているが、モノポリーと違い買った土地を通過する義務が生まれないのでせっかく買った鉄道も、迂回されてしまい損にしかならないということがよくあった。
順番が遅いプレイヤーほど選択肢がなくなる一部のミニゲームの存在や、線路や駅の売買タイミングは順番の早いプレイヤーから先に買えるため、いささか公平性に欠ける仕様になっている。
中でもゲームバランス上重大な欠陥ともいえる「財産交換イベント」によって自分の資産（時には全て）が他プレイヤーキャラとランダムまたは任意の相手と交換されてしまうため、これを目押しされると一発逆転されてしまう。
ルーレットが遅いと言う特性上、簡単に目押しが出来たためこのイベントはゲームバランスを著しく損なう結果にしかならない、と言う声も大きいが、コンシューマー版全てにこのイベントは収録されている。
鉄道王2ではキャラクター性が向上しフルボイス化した。プレイヤーとして登場するキャラクターは10人。それらに加え、お邪魔キャラとして"悪の鉄道王"の要素が加わり、炎を吐いて線路を破壊するなどターン毎(月)に様々な悪事をはたらく事になる。また、ライバルや悪の鉄道王とマップ上で重なると戦闘になる。戦闘では列車の武装度が優劣を決める。

## マスになっている都市の一例
ゲーム内におけるマスの都市名はすべてひらがな表記である（例：ロンドン→ろんどん）
- イギリス
  - ロンドン
  - ブリストル
  - バーミンガム
  - ケンブリッジ
  - ポーツマス
  - ドーバー
- フランス
  - パリ
  - リヨン
  - ナント
  - ルマン
  - シェルブール
  - ルアーブル
- オランダ
  - アムステルダム
- ベルギー
  - ブリュッセル
- ルクセンブルク
- 西ドイツ
  - ハンブルク
  - シュトゥットガルト
  - ニュルンベルク
  - ハノーバー
  - フランクフルト
  - ボン
  - ミュンヘン
  - ドルトムント
- スイス
  - ベルン
  - チューリヒ

## モバイル版　鉄道王neo
モバイル版ではキャラクターや世界観が一新されており、仕様も多数変更・追加されている。
顕著なのはマップ数で、全部で29種類のマップから選べるようになっている。ただし、基本無料の課金アプリとなったため無料で遊べるマップ以外はバラ売りされているマップを有料課金で購入する形を取っている。
鉄道王2の時点でプレイヤーキャラクター数は10人から選べていたが鉄道王neoでは一新したキャラクター5人から選ぶように変更。AIの戦略性にしか差がなかったコンシューマー版と異なり、能力値の変更によって開始直後のパラメーターに差別化が図られている。